# 布格隆
布格隆（法語：Bouglon，法語發音：[buɡlɔ̃]）是法国洛特-加龙省的一个市镇，属于马尔芒德区。

## 地理
布格隆（44°23'36"N, 0°5'49"E）面积13.92 平方千米，位于法国新阿基坦大区洛特-加龍省，该省份为法国西南部内陆省份，北起多爾多涅省，西接吉倫特省和朗德省，南至热尔省，东临塔恩-加龙省和洛特省。
与布格隆接壤的市镇（或旧市镇、城区）包括：萨马藏、阿让通、格雷泽-卡瓦尼昂、盖兰、圣马尔特。

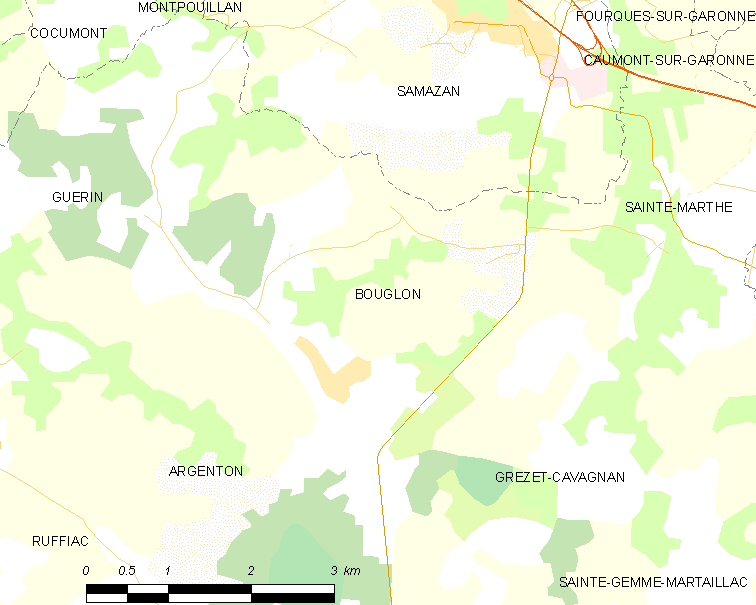
布格隆的OSM定位图

布格隆的时区为UTC+01:00、UTC+02:00（夏令时）。

## 行政
布格隆的邮政编码为47250，INSEE市镇编码为47034。

## 政治
布格隆所属的省级选区为加斯科涅森林县。

## 人口

1962-2008年间布格隆人口变化图示

布格隆于2022年1月1日时的人口数量为651人。